# Gonomyia (Leiponeura) pontifex
Gonomyia (Leiponeura) pontifex is een tweevleugelige uit de familie steltmuggen (Limoniidae). De soort komt voor in het Afrotropisch gebied.